# Mastacembelus trispinosus
Mastacembelus trispinosus är en fiskart som beskrevs av Steindachner, 1911. Mastacembelus trispinosus ingår i släktet Mastacembelus och familjen Mastacembelidae. Inga underarter finns listade i Catalogue of Life.